# Březina, Mladá Boleslav
Březina là một làng thuộc huyện Mladá Boleslav, vùng Středočeský, Cộng hòa Séc.